# Choi Hyeon-ju
Choi Hyeon-Ju (6 de agosto de 1984, Coreia do Sul) é uma arqueira sul-coreana, campeã olímpica.

## Olimpíadas
Foi campeã olímpica com a equipe da Coreia do Sul nos Jogos Olímpicos de Verão de 2012, em Londres e ficou em nono lugar na classificação geral individual.